# Христос Антифонит (Бер)
„Христос Антифонит“ или Поръчител (на гръцки: Χριστός Αντιφωνητής) е средновековна православна църква в южномакедонския град Бер (Верия), Егейска Македония, Гърция. Храмът е част от енория „Св. св. Петър и Павел“.

## История
Църквата е издигната в XIV век. В архитектурно отношение е типичната за епохата еднокорабна градска църква с дървен покрив. Първият документ, в който се споменава храмът е от 1326 година. В интериора са запазени стенописи от началото и средата на XVIII век.